# Myggbo-Långsjön
Myggbo-Långsjön är en sjö i Avesta kommun i Dalarna och ingår i Dalälvens huvudavrinningsområde. Sjöns area är 0,03 kvadratkilometer och den befinner sig 160 meter över havet.